# 弗拉迪米尔·马丁内茨
弗拉迪米尔·马丁内茨（捷克語：Vladimír Martinec，1949年12月22日—），捷克男子冰球运动员。他曾代表捷克斯洛伐克国家队参加1972年、1976年和1980年冬季奥林匹克运动会冰球比赛，获得一枚银牌和一枚铜牌。